# Kanton Beetzendorf

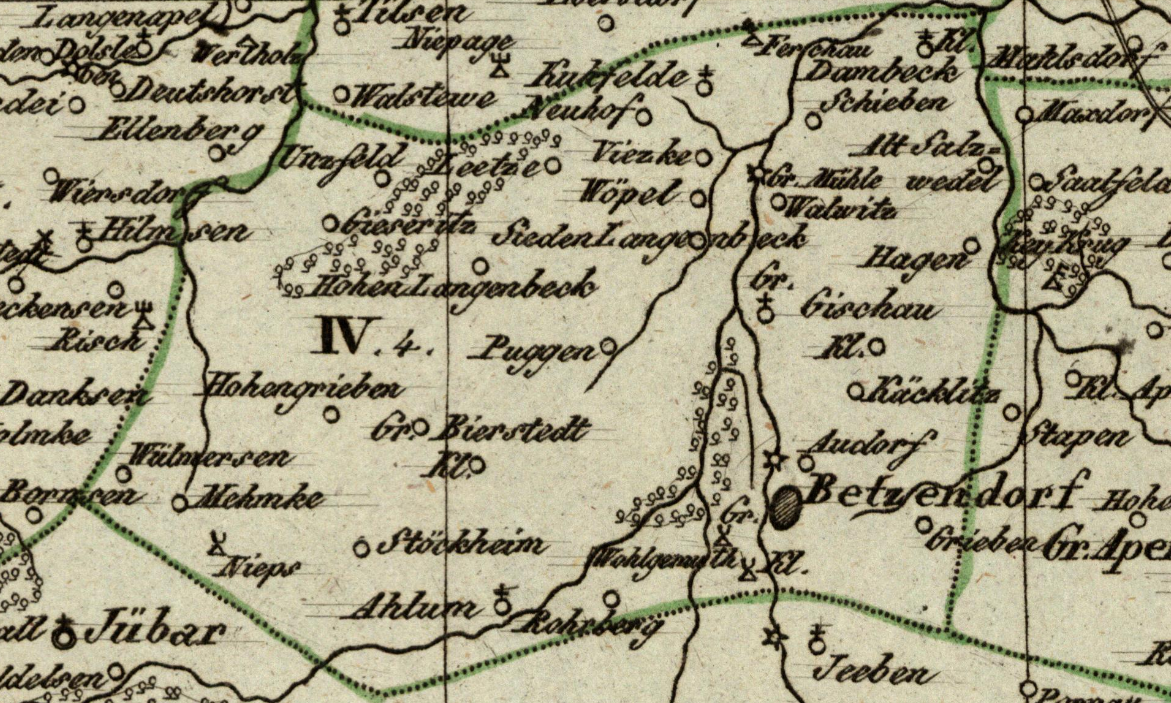
Der Kanton Beetzendorf (IV. 4) im Distrikt Salzwedel des Departements der Elbe des Königreichs Westphalen (1812)

Der Kanton Beetzendorf (auch Canton Betzendorf oder canton de Betzendorf) war eine Verwaltungseinheit im Königreich Westphalen. Der Kanton bestand von 1807 bis zur Auflösung des Königreichs im Jahre 1813 und gehörte nach der Verwaltungsgliederung von 1807 zunächst zum Distrikt Salzwedel des Departements der Elbe. Kantonshauptort (chef lieu) war Beetzendorf im heutigen Altmarkkreis Salzwedel (Sachsen-Anhalt). Nach der Auflösung dieses Distriktes wurde 1810 ein neuer Distrikt Salzwedel im Departement der Nieder-Elbe gegründet. Das Departement der Nieder-Elbe wurde aber bereits 1811 wieder aufgelöst und zwei Distrikte dieses Departements wurden vom Französischen Kaiserreich annektiert. Der neue Distrikt Salzwedel und damit auch der Kanton Beetzendorf verblieb im Königreich Westphalen und wurde wieder dem Departement der Elbe zugewiesen. Nach Auflösung des Königreichs Westphalens im Oktober/November 1813 wurde im Laufe des Jahres 1814 die vorherige Verwaltungsgliederung wiederhergestellt.

## Geschichte
Mit dem Frieden von Tilsit musste Preußen neben anderen Landesteilen auch die Altmark abtreten, die am 18. August 1807 Teil des neu geschaffenen Königreichs Westphalen wurde. Noch im Dezember 1807 wurde eine Verwaltungsreform in den Gebieten des neuen Königreichs angeschoben. Die Altmark bildete zusammen mit anderen vorher preußischen Gebieten (Herzogtum Magdeburg) und kleineren sächsischen Landesteilen das neugeschaffene Departement der Elbe, das sich in vier Distrikte (Magdeburg, Neuhaldensleben, Stendal und Salzwedel) gliederte. Nach dem Verzeichniß der Departements, Districte, Cantons und Communen des Königreichs im 1. Band des Bulletin des lois du Royaume de Westphalie vom 24. Dezember 1807 untergliederte sich der Distrikt Salzwedel in 15 Kantone (cantons), darunter der Kanton Beetzendorf. Zum Kanton Beetzendorf gehörten (abweichende Originalschreibweisen der Ortsnamen kursiv):
- Beetzendorf (Betzendorf), Flecken mit Wohlgemuth
- Ahlum mit Stöckheim und Haus Nieps
- Mehmke mit Wüllmersen (Wilmersen) und Hohengrieben (Hohen-Grieben)
- Groß Bierstedt (Groß-Bierstedt) mit Klein Bierstedt (Klein-Bierstedt) und Puggen (Püggen)
- Audorf mit Siedengrieben (Grieben)
- Käcklitz (Käklitz) mit Groß Gischau (Groß-Gischau) und Klein Gischau (Klein-Gischau)
- Siedenlangenbeck (Süden-Langenbeck) mit Hohenlangenbeck (Hohen-Langenbeck) und Leetze
- Rohrberg (Altmark) (Rohrberg)
- Wöpel, Weiler, mit Hagen, Valfitz (Balwitz) und Große Mühle (Große-Mühle)
- Gieseritz mit Kuhfelde, Umfelde (Unzfeld), Neuhof und Ferchau (Revierförsterei Ferchau)
- Dambeck, Vorwerk mit dem Dorfe Altensalzwedel (Alt-Salzwedel), Schieben (Scheeben) und Vietzke (Viezke)

Die Gemeinden gehörten bis 1807 zum markbrandenburgischen Salzwedelischen Kreis der Altmark. 1808 hatte der Kanton Betzendorf 3205 Einwohner.
Mit dem Anschluss des Kurfürstentum Braunschweig-Lüneburg an das Königreich Westphalen im Jahr 1810 wurden zum 1. September 1810 die drei neuen Departements Norddepartement, Departement der Nieder-Elbe und Departement der Aller gegründet. Der Distrikt Salzwedel (im Departement der Elbe) wurde faktisch aufgelöst. Aus acht Kantonen, darunter auch der Stadt- und Landkanton Salzwedel wurde ein neuer Distrikt Salzwedel im Departement der Nieder-Elbe gebildet, der neben dem Distrikt Salzwedel noch die Distrikte Lüneburg und Harburg beinhaltete. Im Norden wurden die Kantone Bretsch und Pollitz des alten Distrikts Salzwedel an den Distrikt Stendal angeschlossen. Im Süden kamen die Kantone Mieste, Gardelegen (Stadt), Gardelegen (Land) und Zichtau an den Distrikt Neuhaldensleben. Dafür erhielt der neue Distrikt Salzwedel im Departement der Nieder-Elbe im Norden die (neuen) Kantone Quickborn, Gartow, Lüchow und Wustrow sowie im Westen den Kanton Wittingen hinzu. Zum 5. März 1811 wurde das Departement der Nieder-Elbe aufgelöst. Aus den Distrikten Harburg und Lüneburg wurde zusammen mit anderen Gebieten das Département des Bouches de l’Elbe (Departement der Elbemündung) gebildet und dem Französischen Kaiserreich einverleibt. Der Distrikt Salzwedel (und damit auch der Kanton Beetzendorf) verblieb beim Königreich Westphalen und wurde wieder an das Departement der Elbe überwiesen.
Friedrich Justin Bertuch nannte für 1810 3317 Einwohner und eine Fläche von 2,97 Quadratmeilen für den Kanton Beetzendorf. Die in der Literatur zu findenden Einwohnerzahlen für die folgenden Jahre sind z. T. jedoch etwas widersprüchlich. Johann Georg Heinrich Hassel gab in seinem Werk Statistisches Repertorium über das Königreich Westphalen für Dezember 1811 die Fläche des Kantons Beetzendorf mit ebenfalls  2,97 Quadratmeilen an, die Bevölkerung mit 3240 Einwohnern. Nach dem Hof- und Staatshandbuch von 1811 hatten die Kantone Beetzendorf und Groß Apenburg zusammen 5775 Einwohner. Sie wurden gemeinsam von Kantonmaire Johann Jakob August Sulfrian verwaltet. Nach Hassel hatten die Kantone Groß Apenburg und Beetzendorf dagegen zusammen addiert 5666 Einwohner. Auch der Hof- und Staatskalender von 1812 nennt für die Kantone Beetzendorf und Groß Apenburg zusammen 5666 Einwohner.
Mit dem Zerfall des Königreichs Westphalen nach der Völkerschlacht bei Leipzig im Oktober/November 1813 wurden die vorherige preußische Verwaltungsgliederung wiederhergestellt und die Kantone wieder aufgelöst. Im Jahre 1816 kam es zu einer großen Kreisreform, in der die alten markbrandenburgischen Kreise z. T. neu zugeschnitten, z. T. auch aufgelöst und neue Kreise geschaffen wurden. Die Gemeinden des Kantons Beetzendorf kamen nun zum neu zugeschnittenen Kreis Salzwedel.